# Art poètica
L'Art poètica (Ars Poetica. en llatí), també coneguda com a Epístola als Pisons (Epistula ad Pisones), forma part de les Epístoles d'Horaci i és la més llarga de totes, així com ho és respecte a la resta de composicions del poeta: té 476 hexàmetres. Cal destacar que ha tingut una repercussió notable en la literatura europea.

## Models de l'obra
Segons Pomponi Porfirió, a l'Ars Poetica, Horaci recull els preceptes més fonamentals de Neoptòlem de Paros sobre aquest art. Pel que fa a aquests preceptes, es troben entre les característiques de l'escola modernista de Cal·límac (la combinació del neoterisme alexandrí i l'escola tradicionalista i equilibrada d'Aristòtil) i un caire peripatètic. De manera que, amb relació a l'estil dels seus versos, seguia els principis de l'escola alexandrina. En canvi, pel que fa a l'extensió del poema era aristotèlic, és a dir, que defensava el poema llarg, a diferència de Cal·límac, el qual s'estimava més una estructura breu.
Entre els anys 50 i 40 aC, Horaci formà part del cercle epicuri de Filòdem de Gàdara, el qual es dedicava a impartir classes de filosofia, i té tractats on exposa el punt de vista epicuri sobre retòrica, música i poètica, entre altres coses, alhora que discuteix els punts de vista d'altres escoles. Per mitjà d’aquestes classes, sembla que Horaci hauria estat introduït a l’obra de Neoptòlem. També cal tenir en compte que alguns preceptes subratllats per Neoptòlem són presents en les idees expressades per Aristòtil i, anteriorment, fins i tot per Plató. Aristòtil també és font de l’obra d’Horaci amb relació a altres conceptes no exposats per Neoptòlem.
En conclusió, Horaci recorre a les idees de Neoptòlem, Plató, Aristòtil -influències també per a Neoptòlem- i a la tradició peripatètica.

## Argument i resum
Tal com s'ha dit prèviament, l'Ars poetica representa un conjunt de preceptes que Horaci considera aconsellables d’ésser aplicats quan es compon poesia. Això ho proposa des d’un sentit amistós, atesos els destinataris suposats: Pisó. i els seus dos fills adolescents.
Les qüestions que s'hi aborden són les següents, dividides en capítols seguint l’ordre d’aparició:
Cap. I (vv.1-44): Planteja la connexió necessària entre totes les parts d’un poema per tal de preservar-ne la unitat i la cohesió. Explica com s'ha d’evitar que s'esdevingui un desgavell en l’harmonia de la composició. Si no es procedeix així, es crea un monstre.
Cap. II (vv.45-72): Aconsella introduir elements d’efecte innovador subtilment i curosa.
Cap. III (vv.73-98): Tracta de la mètrica i els estils diferents de poemes (necessitat del decor poètic)
Cap.IV (vv.99-135): Es fa esment a la pronunciació i al posat adequats a l’hora de recitar.
Cap.V (vv.136-179): Sobre la influència de la tradició sense caure en la repetició i les característiques de cada edat històrica.
Cap. VI (vv.180-274): Fa referència a la tragèdia i a la comèdia.
Cap. VII (vv.275-311): Explica l’origen i l'evolució del teatre. Menciona amb to de burla la fi dels mals poetes. Exalta els clàssics grecs com a model.
Cap. VIII (vv.312-332): Esmenta amb èmfasi la necessitat de filosofia moral per part de l’autor.
Cap. IX (vv.333-390): Enalteix el gènere poètic i la seva finalitat. Apareix la cèlebre frase ut pictura poiesis que insta a imitar la realitat (mimesi)
Cap. X (vv.391-476): S'hi qüestiona l'equilibri entre l’aprenentatge de l’art i la influència dels numens a l’hora de compondre poesia. Es proposen mètodes de correcció. Es detalla la tasca del crític.

## Temes
La temàtica d’aquesta obra es pot dividir en dos blocs: un sobre la poesia i l’obra literària i un altre sobre la figura del poeta.
Quant a la poesia, es presenten les qüestions següents:
- Combinació del lèxic antic amb el llenguatge actual amb rigorositat en l’aspecte formal.

- Principis de versemblança, unitat i simplicitat quant al contingut.

- Quant a la forma, presentació i disposició de la matèria com a condicionants de l'estil.

- Imitació de la realitat (mimesi) i declinació de tot allò que no formi part de la naturalesa, atès que s'ha de respectar i reproduir amb la màxima fidelitat possible l’harmonia de la natura (decorum). Per tant, tot allò deformat i inventat pel creador de l’obra artística s'entén com a indecorós.

- Observació dels models grecs. Amb tot, defugir la imitació servil.

- Obra literària comparada a les arts plàstiques.

- Innovació en els personatges: Partir dels personatges presents en la tradició literària (concepte anomenat retractatio) amb la condició de reelaborar-los, opció de la qual Horaci és més partidari. O bé, inventar-ne de nous, sempre que siguin coherents.

- Mètodes per atraure el lector: Alteració de l’ordre dels fets (in medias res). Afegiment de fets ficticis, mantenint la unitat i la versemblança.

- Crítica al moment que experimentava el teatre en l’àmbit romà:
  - Tenint en compte la repercussió pública que caracteritzava el gènere dramàtic -tant entre illetrats com entre doctes- calia posar-lo al servei de determinades fites artístiques, morals i polítiques que es distanciessin de la vulgaritat recurrent en l’ambient dels espectacles d’aquest gènere en aquell moment.
  - Anàlisi exhaustiva quant a la credibilitat dels personatges i el llenguatge adequat per a cadascun, els temes més adients, les regles de presentació, la versificació iàmbica, la presència de la música en aquest gènere i, finalment, els orígens del teatre a Grècia.

Pel que fa a la figura del poeta, és tractada de la manera següent:
- Responsabilitat d’ètica, saviesa i civisme per part del poeta. En ell rau una missió noble i virtuosa, remetent-se, així doncs, als principis de l'estoïcisme. El perfil del poeta ideal és totalment oposat al poeta boig d’art mediocre, el qual és perniciós per a la societat.

- Equilibri entre l'ars i l'ingenium. Reivindicació de l'esforç en l’aprenentatge de la tècnica (ars) davant de la inspiració divina i el talent (ingenium). Ras i curt, el poeta neix, però també es fa; cal la combinació d’ambdós elements.

- La finalitat de la poesia consisteix a delectar i instruir alhora (docere et delectare), al·ludint de nou als grecs i llurs idees.

## Recepció
De totes les obres d’Horaci, l'Ars Poetica ha estat la més influent en la literatura occidental. Per tant, no només és l’únic testimoni complet de la poètica en l'època romana, sinó que, a més a més, fins ben bé al segle xix, va repercutir en els criteris de creació artística a tots els nivells. No es tracta essencialment de propostes innovadores per part d’Horaci, però a l'Epístola als Pisons l’autor exposa d’una manera molt eficaç tot l’aprenentatge reunit; expressa els seus coneixements d’una manera poètica. Així doncs, aquesta obra constituí la base de la literatura europea fins al Renaixement, quan la Poètica (Aristòtil) es començà a difondre.
Durant l’Antiguitat, aquesta obra fou llegida i àmpliament coneguda, juntament amb la resta de composicions d’Horaci; en són testimonis els comentaris de Pomponi Porfirió i Helenius Àcron. Durant el segle v i VIII, però, minvà la seva presència.
Pel que fa a l'edat mitjana, tant les Sàtires (Sàtires Horaci) com totes les Epístoles tingueren més bona rebuda que l’obra lírica d’Horaci, la qual conté una mètrica i un llenguatge més dificultosos. De fet, la lírica no tingué gaire repercussió un cop publicada, sinó que el primer que es conegué de la seva obra fou l'Orazio satiro del qual parlà Dante Alighieri a la Divina Comèdia.
.
Una altra raó perquè aquestes obres atraguessin més que la lírica fou llur càrrega moral, apreciada pel pensament de la població medieval; les obres oferien moltes màximes que la filosofia de l’època feu seves. Les cites, esments i al·lusions a Horaci durant aquesta època afirmen que els seus hexàmetres eren llegits. És destacable el fet que s'escrivissin diversos tractats poètics inspirats en l'Ars; la Poetica Nova de l’anglès Geoffrey de Vinsauf, a tall d’exemple, n'és un dels més rellevants.
La seva obra lírica es conegué per complet durant el Renaixement, de la mà dels autors italians Cristoforo Landino i Angelo Poliziano, així com els espanyols Garcilaso de la Vega i Fray Luis de León. Amb tot, l'Ars seguí suscitant interès, aquest cop per part dels humanistes de tot Europa, que comentaren i editaren l'epístola i entre els quals destacà novament Landino, juntament amb el també italià Antonio Mancinelli. Tant és així, que fins i tot les Odes, les quals inspiraren grans poetes com Bernardo Tasso, Ronsard o Ben Jonson, no aconseguiren opacar del tot els preceptes literaris de l'Ars, car l'edició i comentaris de Josse Bade adreçats als adolescents desitjosos d’aprendre és considerada la més important, influent i eficaç. L'efecte de l'Art poètic conflueix amb la descoberta de l’obra aristotèlica esmentada anteriorment, de manera que la poesia renaixentista és el fruit que s'esdevé de la fusió d’ambdues obres. Dues obres d’aquest període inspirades en l'epístola d’Horaci són Nutricia d'Angelo Poliziano (1486) i De arte poetica de Girolamo Vida (1527). A més, al llarg del segle xvi, l’obra es traduí a diverses llengües europees entre les quals destaca el francès. Quant a l’àmbit hispànic, són importants els comentaris de Francisco Sánchez de las Brozas (1558 i 1591) i la versió al castellà de Luis Zapata (Lisboa, 1592). L’autor català Pere Serafí n’escrigué un tractat en castellà que mai no es va arribar a imprimir però que, segons els experts, hauria estat el primer a la península.
Durant els segles xvii I XVIII es manté la presència de l'Ars de manera sobirana. És en el XVII que Lope de Vega l’utilitza de model juntament amb l’obra d’Aristòtil per teixir el seu Arte nuevo de hacer comedias. En el mateix segle, Francisco Cascales comenta l’obra a Tablas poéticas (Múrcia,1616), Josep Morell la tradueix al castellà (Tarragona, 1684). El fet és que, en el Neoclassicisme (s. XVIII), l'Art poètic interessa molt més que la lírica i Pere Bes i Labet en publicà la seva versió al castellà (Girona, 1768). L’obra més reconeguda d’aquest període neoclàssic, però, és Art Poètic (1674), una imitació del francès Nicolas Boileau-Despréaux.
En canvi, al Romanticisme (s. XIX) no l’atrauen ni la poesia de les Odes ni les normes literàries classicistes que Horaci exposa a l'Art Poètic, de tal manera que s'esfumen de l'escena literària.
Tanmateix, entre els segles xviii i xix, el menorquí Antoni Febrer i Cardona s'animà a versionar l’obra al català, no editada, però, fins al 1929. És a la segona meitat del segle xix quan s'estén l’afany de traducció en català, corrent en el qual destaca Joan Sardà, però cap d'aquestes traduccions es publicarà fins més enllà del 1920.
En el segle xx, l'Epístola als Pisons és recuperada i revalorada; deixa de ser analitzada sols com un tractat de teoria poètica i s'aprofundeix en la seva qualitat artística. En aquest segle, cal destacar Manuel de Cabanyes com a poeta horacià català component en llengua castellana. Ell influí en poetes com Miquel Costa i Llobera, que publicà el recull Horacianes (1906), treball molt imitat durant els anys deu i vint. És doncs, tal com s'ha esmentat anteriorment, en els anys vint que s'aviva la traducció al català de les obres d’Horaci.
Avui en dia, es considera que l'Art Poètica atresora tot el pensament d’Horaci respecte de l’art i molt específicament vers la poesia; s'hi recullen les idees a tenir en compte a l’hora de dur a terme qualsevol obra artística. En conclusió, representa el punt de partida del qual deriven remarcables tendències de la literatura al llarg de la cronologia europea.

## Tradició manuscrita
L’inici de tradició manuscrita relativa a Horaci se situa cap al segle ix, període carolingi, i es considera que la biblioteca de Carlemany a Aquisgrà podria haver atresorat una còpia de l'Ars Poetica.
Els estudiosos de la transmissió manuscrita horaciana s'han concentrat des del començament en un nombre reduït de còdexs; n’hi ha centenars sense catalogar. Un d’indispensable que conté l'Ars és del segle xi, procedent de l'abadia de Saint-Claude (Jura), a França.

## Publicacions

### Edicions crítiques
- BORZSÁK, S., Horatius Opera, Bibliotheca Teubneriana, Editorial Coloquio, Madrid 1988.

Editorial alemanya: BSB B. G. Teubner Verlagsgesellschaft, Leipzig 1984.
- GARROD, H. W. i C. WICKHAM, Eduardus, Q. Horati Flacci Opera, Oxford University Press, Gran Bretanya 1967.

- SHACKLETON BAILEY, D. R., Horatius Opera, Bibliotheca Teubneriana, Alemanya 2001.

- Recurs online: thelatinlibrary.com

### Traduccions
- CATALÀ:
  - FIGUERAS CAPDEVILA, Narcís, Horaci: Art poètica i Epístoles literàries, La Magrana (Clàssics de Grècia i Roma), RBA Llibres, S.A., Barcelona 2012.
  - RIBER, Llorenç, Horaci: Sàtires i epístoles, Fundació Bernat Metge, Barcelona 1927.

- CASTELLÀ:
  - MORALEJO, José Luis, Horacio: Sátiras, Epístolas, Arte poética, Gredos, Madrid 2008.
  - SILVESTRE, Horacio, Horacio: Sátiras, Epístolas, Arte poética, Ediciones Cátedra, S.A., Madrid 1996.